# Javier Cifrián
Javier Cifrián (Santander, Cantabria, España, 1973) es un actor español de cine, teatro y televisión.

## Trayectoria
Su destino era continuar con la empresa familiar, pero la muerte de su padre en un accidente de tráfico cuando él tenía 14 años cambió el rumbo de su vida.
Su vocación artística despertó cuando acudió por primera vez al teatro. Fue allí, durante la representación de un clásico de Molière, donde supo a qué se iba dedicar profesionalmente. Se puso manos a la obra y lo primero que hizo fue formarse. Se Licenció en Arte Dramático en la especialidad de interpretación y continuó perfeccionándose en diferentes técnicas interpretativas de la mano de maestros como, Carlo Boso (Commedia dell’arte, Italia), Enzo Escala (Cabaret de París), Philippe Gaulier (Clown, Londres) o Sanchís Sinisterra (Laboratorio fronterizo, Barcelona), entre otros.
En seguida Carlo Boso se fijó en él y le dirigió en dos coproducciones españolas con el Piccolo Teatro di Milano: Arlequino servidor de dos patrones y El Quijote. Con ellas adquirió tablas en festivales de teatro nacionales e internacionales como Almagro, Carcassonne. Se abrió camino en la pequeña pantalla a través de las agencias de publicidad. En poco tiempo consiguió protagonizar numerosos spots publicitarios para marcas como Banco de Santander, Renault, Caja Madrid, BBVA, Coca Cola, Peugeot o El Pozo. Esta experiencia le permitió trabajar con profesionales del cine y la televisión que más tarde contarían con él para otros proyectos. Posteriormente fue fichado por la productora vasca Pausoka (Vaya semanita) para formar parte del programa de cámara oculta Ojo que nos ven en Telemadrid y más adelante para el programa de sketches de humor Agitación + IVA, en Telecinco. En este momento su carrera dio un salto cualitativo ya que el programa estuvo durante tres temporadas en prime time y ocho años de emisión ininterrumpida en las cadenas del grupo Mediaset España. Mientras hacía sketches, Fernando Colomo le dio su primera oportunidad en cine con un papel protagonista en El próximo Oriente. Por esta interpretación Cifrián fue nominado a los Premios Goya como actor revelación. Asimismo fue nominado como mejor actor en los Premios de la Unión de Actores y en el Festival de Peñíscola. La película representó a España en el UE Film Festival 2014. Seguidamente entra a formar parte del elenco de la serie de Damián Szifron Hermanos y detectives, en Telecinco. A su vez realiza colaboraciones especiales en otras producciones televisivas tales como Hospital Central, Cuéntame cómo pasó, Aquí no hay quien viva, Un paso adelante, La que se avecina y UCO, entre otras. Su último trabajo en televisión ha sido la serie Vive cantando, para Atresmedia, Premio Zoom Europa a mejor serie española y nominada a mejor comedia de la televisión en los Premios MIM Series. Actualmente se emite en Brasil, Bolivia, Chile, China, Colombia, Paraguay y Venezuela.
Su recorrido cinematográfico continúa con películas como Rivales de Fernando Colomo y Zipi y Zape y el club de la canica de Oskar Santos, esta última con numerosos premios, nominaciones y menciones especiales en festivales cinematográficos de todo el mundo:Los Goya, Tiff, Sundance, Miami, San Sebastián, Jerusalén, Irlanda, Italia, México...

## Filmografía

### Cine
| Año  | Película                                             | Personaje      | Dirección                    |
| ---- | ---------------------------------------------------- | -------------- | ---------------------------- |
| 2004 | Plauto (recuerdo distorsionado de un tonto eventual) | Mago Arnaldo   | David G. Delser              |
| 2004 | El último negocio (cortometraje)                     | Rodolfo        | Jaime Falero                 |
| 2006 | El próximo Oriente                                   | Caín           | Fernando Colomo              |
| 2008 | Rivales                                              | Pepe           | Fernando Colomo              |
| 2010 | El Vampirito (cortometraje)                          | Benjamín       | Pablo Navarro-Rubio Gonzalez |
| 2011 | Oxitocina (cortometraje)                             | Jacobo         | José Luis Santos Pérez       |
| 2013 | Zipi y Zape y el club de la canica                   | GriGrillo      | Oskar Santos                 |
| 2017 | Ángel Caído (cortometraje)                           | Pepón          | Fran Parra                   |
| 2019 | Diecisiete                                           | Dueño desgüace | Daniel Sánchez Arévalo       |
| 2023 | Me he hecho viral                                    | Jefe de Mabel  | Jorge Coira                  |

### Televisión
| Año         | Serie                  | Personaje                           |
| ----------- | ---------------------- | ----------------------------------- |
| 2003        | Cuéntame cómo pasó     | Cabo pagador                        |
| 2003 - 2007 | Hospital Central       | Eugenio - Marido de Juani - Árbitro |
| 2004        | Aquí no hay quién viva | Quique                              |
| 2004        | La sopa boba           | Conductor                           |
| 2005        | Agitación + IVA        |                                     |
| 2005        | Un paso adelante       | Vigilante de seguridad              |
| 2007 - 2009 | Hermanos y detectives  | Javier Mansilla                     |
| 2009        | U.C.O                  | Guardia                             |
| 2011        | La que se avecina      | Borja de la Torre                   |
| 2013 - 2014 | Vive cantando          | Mariano Benítez                     |
| 2018        | La verdad              | Fuente de Lalo                      |
| 2019        | Matadero               | Secuestrado en maletero             |
| 2019        | La caza. Monteperdido  | Burgos                              |
| 2022        | Desaparecidos          | Félix Landajo Robldillo             |
| 2022        | Sequía                 | Antúnez                             |

## weePremios y candidaturas
Premios Anuales de la Academia "Goya"
| Año  | Categoría              | Película           | Resultado |
| ---- | ---------------------- | ------------------ | --------- |
| 2007 | Mejor actor revelación | El próximo Oriente | Nominado  |

Premios de la Unión de Actores
| Año  | Categoría              | Película           | Resultado |
| ---- | ---------------------- | ------------------ | --------- |
| 2007 | Mejor actor revelación | El próximo Oriente | Nominado  |